# 達靈頓鎮區 (堪薩斯州哈維縣)
達靈頓鎮區（英語：Darlington Township）為美國堪薩斯州哈維縣轄下的鎮區。2010年美国人口普查中此鎮區人口有575人。

## 地理
達靈頓鎮區涵蓋總面積為91.9平方（35.49平方英里），其中陸地面積為91.9平方（35.47平方英里），水域面積為0.052平方（0.02平方英里）或0.06%。海拔高度436（1,430英尺）。

## 人口統計
根據2010年美國人口普查，達靈頓鎮區人口有575人，其中男性有297人，女性有278人，人口密度為每平方公里6.26人，住房計213戶。鎮區內的白人有550人，非裔美國人有7人，美洲原住民有4人，亞裔美國人有0人，太平洋島裔美國人有0人，其他種族有7人，混血種族則有7人。此外鎮區內有30人為西班牙裔或拉丁裔美國人。此鎮區之年齡中位數為47.6歲，而男性年齡中位數為47.9歲，女性年齡中位數為47.4歲。

## 交通

### 主要公路
- 135號州際公路
- 81號美國國道
- 15號堪薩斯州州道
- 196號堪薩斯州州道